# Leopold Radlmair

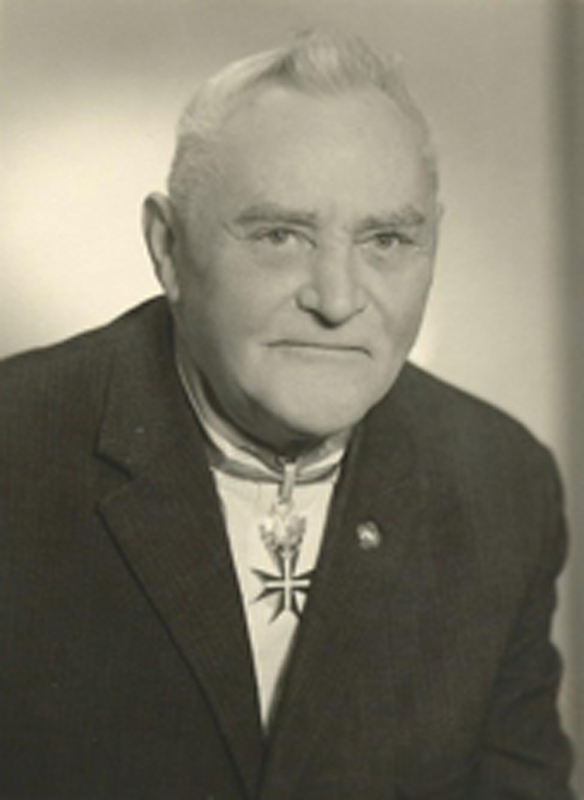
Leopold Freiherr von Radlmair (1964)

Leopold Freiherr von Radlmair (* 7. August 1899 in Linz; † 6. November 1967 in Eferding) war ein österreichischer Politiker und Gründungsmitglied der ÖVP, Landessekretär des ÖAAB, Vizepräsident der Oberösterreichischen Arbeiterkammer und Landtagsabgeordneter.

## Ausbildung und Privatleben
Leopold Freiherr von Radlmair wurde am 7. August 1899 in der Betleheimstraße 35 in Linz als drittes von neun Kindern der Eltern Leopold und Anna (geb. Murauer) geboren. Nach der Grundschule, welche er in Aschach an der Steyr von 1905 bis 1912 besuchte, erlernte er in der Österreichischen Waffenfabriks-Gesellschaft den Beruf des Modelbautischlers. 
Am 8. März 1917 wurde er zur k.u.k. Verkehrstruppenbrigade in das 3. Bataillon in Korneuburg einberufen. Den 1. Weltkrieg machte er als Pionier in Galizien und der Bukovina mit und war in der Folge am italienischen Kriegsschauplatz bis Kriegsende eingesetzt. Ausgezeichnet mit dem Militärverdienstkreuz II. Klasse und der Tapferkeitsmedaille Kaiser Karl I in Silber sowie mit dem Karl-Truppenkreuz, kehrte er in die Heimat zurück. Nach dem Weltkrieg war er wieder als Tischler tätig.
Leopold Freiherr von Radlmair heiratete am 12. November 1923 Elisabeth Huemer in Eferding. Aus dieser Ehe gingen sieben Kinder hervor.
Im Jahre 1938 wurde er auch gleich in den Tagen der Besetzung des Sudetenlandes zur Wehrmacht eingezogen. Im August 1939 erfolgte die neuerliche Einberufung und machte er den Polenfeldzug, den Einmarsch in Holland, Belgien und Frankreich mit. Auf dem Kriegsschauplatz in Russland war er bis 1943 im Einsatz. Von 1943 bis 1945 war er in Hainburg, Amstetten und Linz bei der Landwehr eingezogen. Die letzten Kriegsmonaten verbrachte er in der Conrad-Kaserne in Linz.
Am Pfingstmontag im Jahr 1962 starb seine Frau Elisabeth. Mit seinem 65. Geburtstag beendete er sein Arbeitsleben und ging im Jahre 1964 in den Ruhestand, den er aber nur bis zu seinem Tod am 6. November 1967 genießen konnte.

## Politische Ämter
Nach seiner Entlassung aus der Armee kehrte Leopold Freiherr von Radlmair in die Österreichischen Waffenfabriks-Gesellschaft zurück wo er sich gewerkschaftspolitisch betätigte und seinen Grundstein für die politische Karriere legte. Nach einem Betriebsunfall wurde er im Jahre 1921 als Bezirkssekretär der christlichen Gewerkschaftsbewegung nach Steyr berufen. Nach Auflösung des Bezirkssekretariates Steyr übernahm er das Landessekretariat der christlichen Gewerkschaften Oberösterreichs. Er war ab 1931 Sekretär „des Verbandes christlicher Bau- und Steinarbeiter Österreichs“ ab 1933 Sekretär „der Landeskommission der christlichen Gewerkschaften Oberösterreichs“, 1936 Fachsekretär in der „Gewerkschaft der Arbeiter in den Holzverarbeitenden Industrie und in den Holzverarbeitenden Gewerben“ und 1937 Kartellsekretär des Gewerkschaftsbundes der österreichischen Arbeiter und Angestellten. Im Jahre 1938 wurde er nach Besetzung durch die deutschen Truppen fristlos entlassen.

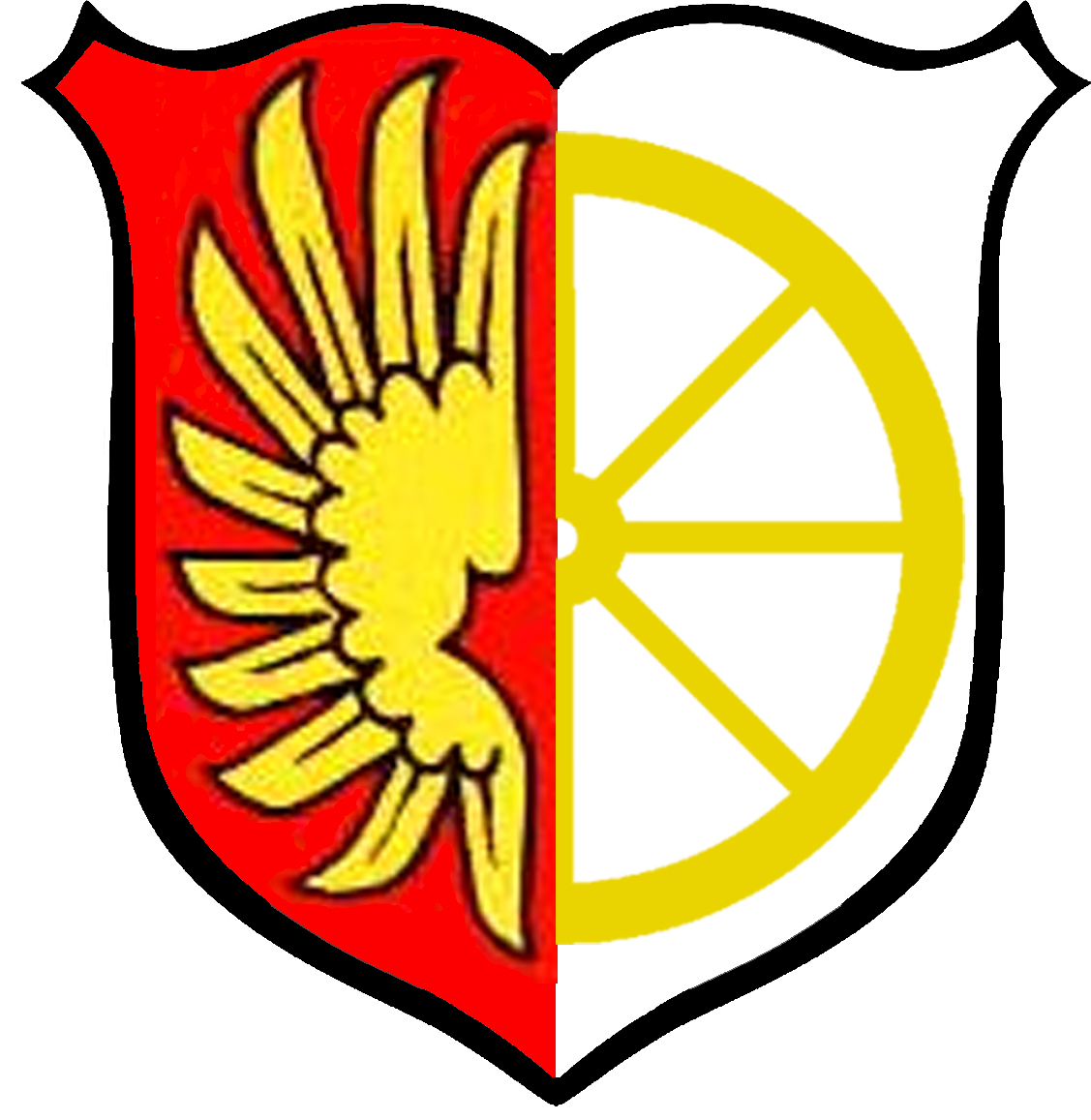
Familienwappen der Freiherrn Radlmayr von Lembach aus dem Jahre 1578.

Beim Einmarsch der amerikanischen Truppen im Jahre 1945 errichtete Leopold Freiherr von Radlmair gemeinsam mit den Vertretern der anderen politischen Parteien in Eferding sofort eine Gemeindevertretung und war deren Vizebürgermeister. Er übte dieses Amt bis zum 4. November 1949 aus.
Leopold Freiherr von Radlmair war somit 1945 als ÖVP-Funktionär ein Gründungsmitglied der Österreichischen Volkspartei. Er wurde somit in der XI. Legislaturperiode am 25. November 1945 Landtagsabgeordneter in Oberösterreich. Er übte dieses Amt bis zum 4. November 1949 aus. Als solcher verwendete er sich für die Wiederherstellung des Bezirkes Eferding sowie der Gemeindegrenzen von Eferding. Von 1946 bis 1964 war er Landessekretär des Arbeiter und Angestelltenbundes Oberösterreich und Mitglied des ÖAAB Bundesvorstandes. Er war ab 1945 als Kammerrat der Kammer für Arbeiter und Angestellte tätig und wurde zum Ende seines politischen Lebens 1954 zu deren Vizepräsidenten gewählt. Diese Funktion übte er bis zu seiner Ruhestandsversetzung im Dezember 1963 aus. Für seine politische Tätigkeit und für sein soziales Engagement wurde Leopold von Radlmair 1964 mit dem Komturkreuz II. Klasse ausgezeichnet.

## Die Adelsfamilie der Rädelmayr (auch Radlmayr oder Radlmair geschrieben)
Die alte Adelsfamilie der Freiherrn Rädelmayr von Lembach werden im deutschen Raum erstmals in Salzburg 1566 urkundlich erwähnt.
In Salzburg führte Georg Freiherr Rädelmayr von Lembach gegen den Erzbischof von Salzburg Johann Jakob Kuen von Belasy einen Rechtsstreit wegen proscriptionis (Ächtung). Die Angehörigen der Adelsfamilie Rädelmayr, welche der Lehre von Martin Luther glauben schenkten wurde das Adelsprädikat aberkannt und mit der Ächtung belegt.
Am 9. Mai 1578 wurde Johannes Freiherr von Radlmayr von Lembach ein Zögling des Georgianums zu Ingolstadt zum Propst von Reichersberg ernannt. Sein Nachfolger wurde am 16. Oktober 1581 sein Neffe Thomas Freiherr Radlmayr von Lembach.
Andreas Freiherr Rädlmayr von Lembach war Hofmeister zu Königstetten von 1671 bis 1683.
Johann Christoph Freiherr Radlmayer von Lembach als Verwalter des Stiftes Berchtesgaden erlangte 1690 seine Bekanntheit im Prozess in Krems gegen den Johann Ferdinand Graf von Enckevoirth, welcher sich über sechs Jahre zog.

## Auszeichnungen
- Großes Silbernes Ehrenzeichen für Verdienste um die Republik Österreich
- Ehrenring des ÖAAB